# Вековой год
Вековой год — это год, который завершает век. Число (номер) любого векового года нашей эры делится на 100 без остатка, например: 1900 год, 2000 год, 2100, 2200.
Только те вековые года, которые делятся без остатка на 400, являются в григорианском календаре високосными, например: 2000, 2400.
В юлианском календаре все вековые года являются високосными.
Действие поправки пересчёта даты по юлианскому календарю в дату по григорианскому начинается с 1 марта по юлианскому календарю соответствующего векового года. Календарная поправка в 13 дней стала применимой с 1 (14) марта 1900 года, поправка в 14 дней вступит в силу с 1 (15) марта 2100 года.